# Sitra In
| ra | G39 | t |

| ra | G39 | t |

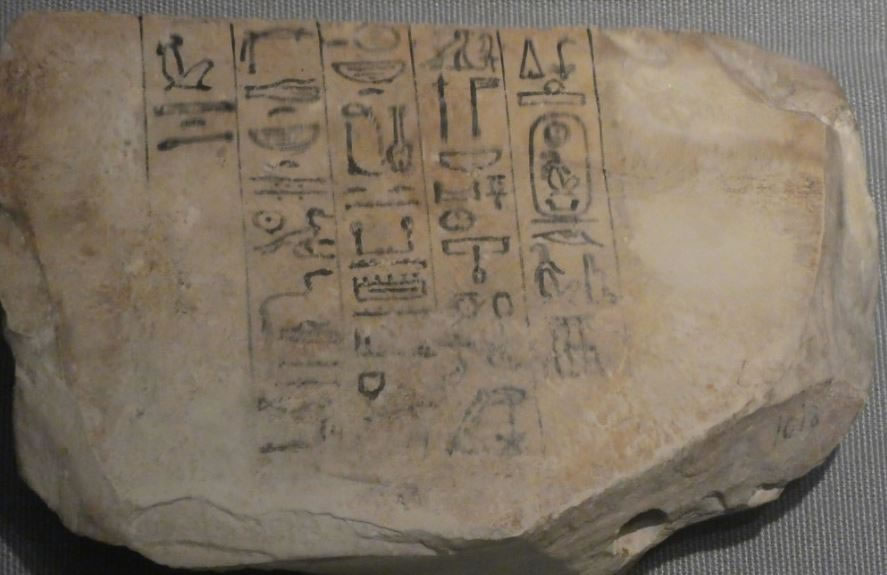
Óstraco en Viena con una inscripción para una estatua de Sitra In.

Sitra In, Sitre In, Satra o Sit-ra,  conocida como In o Inet, o simplemente Sitra, fue una antigua noble del Antiguo Egipto que fue enterrada en el Valle de los Reyes, en la tumba KV60. 

## Biografía
Ha sido identificada como la nodriza de la reina Hatshepsut. Una estatua de tamaño natural de Sitra sosteniendo a Hatshepsut está inscrita con su cargo, que se repite en un óstraco, ahora en Viena. Aunque no era miembro de la familia real, recibió el honor de poder enterrarse en la necrópolis real del Valle de los reyes. Su ataúd tiene la inscripción wr šdt nfrw nswt In, identificándola como Gran Nodriza Real In.